# Wooden heart
Wooden heart is een popnummer dat geschreven is door Fred Wise, Ben Weisman, Kay Twomey en Bert Kaempfert. De melodie en een klein deel van de tekst zijn afkomstig van het Duitse volksliedje Muss i denn, muss i denn zum Städtele hinaus in het Zwabische dialect, dat in 1827 op muziek was gezet door Friedrich Silcher. Het werd voor het eerst gezongen door Elvis Presley in de film G.I. Blues. Presley zingt het daar voor een pop in een poppenkast. De film ging in première op 4 november 1960. De soundtrack van de film, het album G.I. Blues, was al op 1 oktober 1960 verschenen.

## Productie
Het nummer is opgenomen in de studio van RCA Victor in Hollywood op 28 april 1960. De accordeon werd bespeeld door Jimmie Haskell, de tuba door Ray Siegel.

## In de hitparade
De single Wooden heart werd alleen uitgebracht in Europa, niet in de Verenigde Staten. De plaat haalde de eerste plaats in de Britse UK Singles Chart en bleef daar zeven weken staan. Ook in Nederland was de plaat een nummer 1-hit, net als in Vlaanderen. In Duitsland kwam de plaat tot nummer 2.
Wooden heart kwam in de VS pas op single uit in 1964, als achterkant van Blue Christmas, dat de Billboard Hot 100 niet haalde. In 1965 werd het nummer opnieuw op de B-kant van een single gezet, deze maal Puppet on a string, dat in de Billboard Hot 100 de veertiende plaats haalde.
In 2005 werd Wooden heart in het Verenigd Koninkrijk opnieuw uitgebracht, nu als cd-single met als andere nummers Tonight is so right for love (de oorspronkelijke B-kant) en Puppet on a string. Deze keer haalde de plaat de tweede plaats in de UK Singles Chart.
In Nederland is Wooden heart in 1977 opnieuw uitgebracht. Deze plaat haalde de tweede plaats in de Nederlandse Top 40.
Wooden heart staat behalve op G.I. Blues op veel verzamelalbums met muziek van Elvis Presley. Een live-uitvoering staat op Dinner at eight (Las Vegas, December 1975).

### NPO Radio 2 Top 2000
| Nummer met noteringen in de NPO Radio 2 Top 2000 | '01  | '02  | '03 | '04  | '05  | '06  | '07  | '08  | '09  | '10  | '11  | '12  | '13  |
| ------------------------------------------------ | ---- | ---- | --- | ---- | ---- | ---- | ---- | ---- | ---- | ---- | ---- | ---- | ---- |
| Wooden Heart                                     | 1152 | 1223 | 954 | 1318 | 1317 | 1217 | 1280 | 1229 | 1406 | 1517 | 1583 | 1995 | 1932 |

1. ↑  Een vetgedrukt getal geeft de hoogste notering aan.
2. ↑  2001 was het eerste jaar met een notering voor dit nummer.
3. ↑  Deze tabel is bijgewerkt tot en met de laatste editie (2024).

### Evergreen Top 1000
| Evergreen Top 1000 "Wooden Heart" | Evergreen Top 1000 "Wooden Heart" | Evergreen Top 1000 "Wooden Heart" | Evergreen Top 1000 "Wooden Heart" | Evergreen Top 1000 "Wooden Heart" | Evergreen Top 1000 "Wooden Heart" | Evergreen Top 1000 "Wooden Heart" | Evergreen Top 1000 "Wooden Heart" | Evergreen Top 1000 "Wooden Heart" | Evergreen Top 1000 "Wooden Heart" | Evergreen Top 1000 "Wooden Heart" | Evergreen Top 1000 "Wooden Heart" | Evergreen Top 1000 "Wooden Heart" | Evergreen Top 1000 "Wooden Heart" | Evergreen Top 1000 "Wooden Heart" | Evergreen Top 1000 "Wooden Heart" | Evergreen Top 1000 "Wooden Heart" |
| Jaar                              | 2008                              | 2009                              | 2010                              | 2011                              | 2012                              | 2013                              | 2014                              | 2015                              | 2016                              | 2017                              | 2018                              | 2019                              | 2020                              | 2021                              | 2022                              | 2023                              |
| --------------------------------- | --------------------------------- | --------------------------------- | --------------------------------- | --------------------------------- | --------------------------------- | --------------------------------- | --------------------------------- | --------------------------------- | --------------------------------- | --------------------------------- | --------------------------------- | --------------------------------- | --------------------------------- | --------------------------------- | --------------------------------- | --------------------------------- |
| Positie                           | 132                               | 98                                | 86                                | 86                                | 91                                | 99                                | 78                                | 111                               | 212                               | 259                               | 224                               | 232                               | 214                               | 248                               | 404                               | 279                               |

## Covers
- Joe Dowell nam het nummer in 1961 op en bereikte daarmee de eerste plaats in de Billboard Hot 100.[9]
- The Chordettes zetten het nummer op hun album Never on Sunday van 1962.[10]
- Kitty Wells nam het nummer met The Jordanaires op voor haar album Queen of country music van 1962.[11]
- The Sandpipers zetten het nummer op hun album Misty roses van 1967.[12] Het staat ook op de B-kant van hun single Quando m'innamoro van 1968.
- Bobby Vinton bracht het nummer in 1975 uit als single, waarbij hij de stukjes Duitse tekst in het Pools zong. De plaat bereikte de 58e plaats in de Billboard Hot 100.[13]
- Daniel O'Donnell nam het nummer op voor zijn album From the heart uit 1988.[14]
- Nanci Griffith zette het nummer op de achterkant van haar single Late Night Grande Hotel uit 1991.[15]
- Tom Petty & The Heartbreakers zetten het nummer op de cd-box Playback uit 1995.[16]
- Billy Swan nam het nummer op voor het tributealbum Like Elvis used to do uit 1999.[17]
- Een live-uitvoering door de Toppers staat op Toppers in concert 2007.

Wooden heart van Rhys Marsh is een ander nummer.